# Nazaré (kommun i Brasilien, Tocantins)
Nazaré är en kommun i Brasilien.   Den ligger i delstaten Tocantins, i den centrala delen av landet, 1 100 km norr om huvudstaden Brasília. Antalet invånare är 4 386.
Omgivningarna runt Nazaré är huvudsakligen savann. Runt Nazaré är det glesbefolkat, med 14 invånare per kvadratkilometer.